# Дёрфель, Бернд
Бернд Дёрфель (нем. Bernd Dörfel; род. 18 декабря 1944, Бюзум) — западногерманский футболист, полузащитник.

## Карьера

### Клубная карьера
Дёрфель происходит из семьи футболистов. Его отец Фридо, дядя Рихард и брат Герт также выступали за «Гамбург».
Бернд не стал исключением и ещё в юности начал выступать в молодёжной команде «Гамбурга», а в 1963 году дебютировал в основном составе клуба, в котором провёл пять сезонов, приняв участие в 88 матчах. За это время вместе с командой становился финалистом Кубка Германии в 1967 году, а также финалистом Кубка обладателей кубков УЕФА 1968 года.
В 1968 году перешёл в клуб «Айнтрахт» (Брауншвейг). Изначально Дёрфель был одним из основных игроков клуба, но со временем потерял место в основе.
В 1970 году Дёрфель перешёл в швейцарский «Серветт», с которым в первом же сезоне стал обладателем Кубка Швейцарии. Завершил карьеру футболиста летом 1973 года после серьёзной травмы колена.

### Карьера в сборной
19 ноября 1966 дебютировал в официальных матчах в составе национальной сборной Германии в игре против сборной Норвегии. Дёрфель принимал участие в отборочном этапе на чемпионат Европы 1968, где сыграл в мачте против сборной Албании. Затем он сыграл в отборочном этапе чемпионата мира по футболу 1970 года против Австрии, Шотландии и Кипра, но не был выбран в финальную команду чемпионата мира из-за плохой формы в сезоне 1969/70.
Всего в составе сборной принял участие в 15 матчах, забив 2 гола.